# Kyrá Chrysikoú
Kyrá Chrysikoú (Kyra Chrysikou) är en ort i Grekland.   Den ligger i prefekturen Nomós Kerkýras och regionen Joniska öarna, i den västra delen av landet, 400 km nordväst om huvudstaden Aten. Kyrá Chrysikoú ligger 105 meter över havet och antalet invånare är 563. Den ligger på ön Korfu.
Terrängen runt Kyrá Chrysikoú är kuperad västerut, men österut är den platt. Havet är nära Kyrá Chrysikoú åt nordost.Runt Kyrá Chrysikoú är det ganska tätbefolkat, med 172 invånare per kvadratkilometer. Närmaste större samhälle är Korfu, 7,6 km öster om Kyrá Chrysikoú. 